# Josef Augusta (paleontolog)

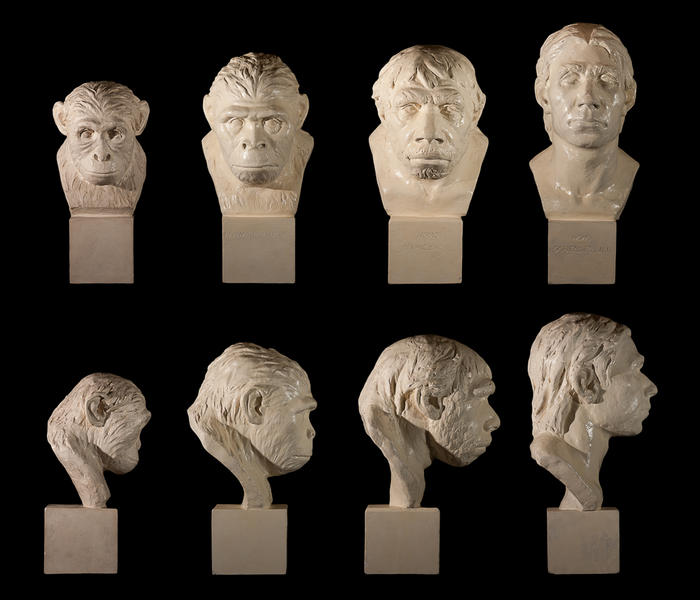
Studie Vývoj člověka – výsledek spolupráce J. Augusty s akademickou sochařkou Jaroslavou Lukešovou (1920-2007)

Josef Augusta (17. března 1903 Boskovice – 4. února 1968 Praha) byl český paleontolog, pedagog a také autor populárně-vědeckých knih pro mládež i pro dospělé.

## Život
Josef Augusta se narodil v jihomoravském městě Boskovice roku 1903 v rodině berního úředníka. Po absolvování klasického gymnázia v rodném městě vystudoval v letech 1921 až 1925 přírodní vědy na Masarykově univerzitě v Brně (studium zakončil doktorátem), na které setrval až do roku 1931 v roli asistenta geologického ústavu. Věnoval se především geologii a paleontologii. Po absolvování základní vojenské služby učil dva roky na měšťanské škole v Olešnici. Pokračoval v terénních výzkumech v oblasti Boskovické brázdy, kde se nacházela četná prehistorická naleziště. Věnoval se studiu obojživelníků a ryb z období prvohor a na toto téma publikoval několik vědeckých studií.
Od roku 1933 působil v Geologicko-paleontologickém ústavu Univerzity Karlovy v Praze, kde mezi mnoha vědeckými publikacemi vydal společně s dr. M. Remešem první učebnici Úvod do všeobecné paleontologie (1936). V roce 1936 se stal docentem a později profesorem. Kvůli uzavření vysokých škol byl jmenován až po válce se zpětnou platností od roku 1939. V době války byl zaměstnancem Státního geologického ústavu a pracoval většinou na ostravských dolech. Začal psát svou první populárně-naučnou knihu z období pravěku Zavátý život (1941), ke které vytvořil ilustrace akademický malíř Zdeněk Burian. 
Po válce se Josef Augusta vrátil zpět do Prahy na své původní místo v Geologicko-paleontologickém ústavu UK. V letech 1957–1959 byl jmenován děkanem a od roku 1960 až do své smrti vedl katedru paleontologie na přírodovědecké fakultě Univerzity Karlovy. Zemřel v Praze ve věku 64 let, pochován je v Lipníku nad Bečvou, rodišti své manželky. 
Ve své vědecké práci se Josef Augusta zprvu zabýval permskou flórou a studiem prvohorních krytolebců a ryb. Brzy se však stal významným popularizátorem zejména v oblasti paleontologie, ale i stratigrafie a geologie. Mezinárodního věhlasu dosáhl zejména rekonstrukcemi pravěké flóry a fauny ve spolupráci s akademickým malířem Zdeňkem Burianem. Své vědecké dílo publikoval v četných našich i zahraničních odborných časopisech. 
Josef Augusta je autorem sto dvaceti vědeckých publikací a řady populárně-naučných knih pro mládež i dospělé. Jako vědecký poradce se podílel na slavném filmu režiséra Karla Zemana Cesta do pravěku z roku 1955.

## Literární dílo
- Krytolebci ze spodního permu Boskovické brázdy na Moravě, 1936, vědecká publikace,
- O glaukonitické vrstvě s rybími zbytky z křídy plaňanské, 1936, vědecká publikace,
- Úvod do všeobecné paleontologie, 1936, vědecká publikace,
- O larválních stadiích některých stegocephalů z českého permu, 1937, vědecká publikace,
- Zavátý život, 1941, populárně-naučná kniha (první společná s malířem Zdeňkem Burianem), devět povídek ze života pravěkého tvorstva,
- Divy prasvěta, 1942, populárně-naučná kniha (kronika pravěké přírody a tvorstva),
- Karpatský jelen a jeho rod, 1943, vědecká publikace,
- Draci a obři, 1947, populárně-naučná kniha (tvorstvo pohádek a starých přírodopisů),
- Lovci jeskynních medvědů, 1947, populárně-naučná kniha (formou povídek přibližuje mladému čtenáři život neandertálského pračlověka),
- Choroby a zranění pravěkých zvířat, 1948, vědecká publikace,
- Ztracený svět, 1948, populárně-naučná kniha (beletristickou formou zpřístupněné paleontologické poznatky o životě pravěkých zvířat a o geologických epochách, ve kterých žila),
- Pravěké ptactvo, 1949, populárně-naučná kniha (vypráví o předcích našich ptáků i o ptácích vymřelých, a to chronologicky i systematicky podle rodů),
- Z hlubin pravěku, 1949, beletristicky zpracované příběhy, které popularizují paleontologické poznatky o pravěkých, dávno vymřelých zvířatech a jejich boji o potravu a barvitě popisují přírodu různých geologických epoch (některé kapitoly objasňují významné nálezy, např. mamuta zamrzlého v ledu na Sibiři, praptáka aj.),
- Neandrtálci, 1951, kapitola z vývojových dějin člověka (učební pomůcka pro školy),
- Z pradějin člověka, 1954, kniha shrnuje nejnovější poznatky o vývoji lidského plemene a na základě nálezů pozůstatků pravěkých lidí poutavě líčí jejich lovecký život, jejich postupné zdokonalování nástrojů a zbraní a jejich primitivní náboženské kulty a z nich vyplývající způsoby pohřbívání mrtvých,
- Z pradějin tvorstva, 1954, kniha vypráví o vzniku a vývoji života na zemi, seznamuje postupně čtenáře se živočichy pravěkých moří, s prvotní suchozemskou květenou, s praobojživelníky, s plazími obludami doby druhohorní a s praptáky (závěrem je pojednáno o Darwinově teorii a jejích předchůdcích),
- Lovci mamutů a sobů, 1955, kapitola z vývojových dějin člověka (učební pomůcka pro školy),
- Pradějiny koně, 1955, kapitola z vývojových dějin živočišstva (učební pomůcka pro školy),
- Hlubinami pravěku, 1956, populárně-naučná kniha (přehledem vývoje rostlinstva a živočišstva pro široké kruhy čtenářů),
- Prehistoric Animals (Pravěká zvířata), 1956, anglicky,
- Z vývojových a kulturních pradějin člověka, 1957, antropologická publikace líčící v hlavních rysech cestu, po níž se ubíral vývoj člověka od dávných prapředků až k dnešku,
- Zrození Venuše, 1960, tři povídky o vzniku výtvarných děl pravěkých lidí,
- Prehistoric Man (Pravěký člověk), 1960, anglicky,
- Opolidé a předlidé, 1961, kniha popisuje archeologické nálezy dokládající vývoj člověka, portrétuje vynikající antropology a podává historii vědeckých vývojových teorií,
- Prehistoric Reptiles and Birds, (anglické vydáni knihy Pravěké ptactvo), 1961,
- Das Buch von den Mammuten (Kniha mamutů), 1962), německy,
- Prehistoric Sea Monsters (Prehistorické vodní příšery), 1964, anglicky,
- The Age Of Monsters (Věk obrů), 1966, anglicky,
- U pravěkých lovců, 1971, (z pozůstalosti), povídky z mladšího období starší doby kamenné.

Knihy jsou však poplatné své době a reflektují tehdejší znalosti o pravěkém světě. Obzvláště patrné je to v případě druhohorních dinosaurů, které popisuje podle tehdejšího přesvědčení jako studenokrevné a pomalé plazy, zatímco dnes převažuje přesvědčení o hbitých a u některých druhů i neobvykle bystrých tvorů, kteří jsou příbuzensky bližší ptákům než plazům.

## Pocty
V roce 2017 byl první ornitopodní dinosaurus, který byl objeven na území České republiky, pojmenován na počest Zdeňka Buriana a Josefa Augusty jako Burianosaurus augustai.